# Comuna Stankivți, Mîkolaiiv
Stankivți (în ucraineană Станківці) este o comună în raionul Mîkolaiiv, regiunea Liov, Ucraina, formată din satele Pidhirți, Stankivți (reședința) și Tujanivți.

## Demografie
Componența lingvistică a comunei Stankivți
     Ucraineană (99,68%)
     Alte limbi (0,16%)
Conform recensământului din 2001, majoritatea populației comunei Stankivți era vorbitoare de ucraineană (99,68%), existând în minoritate și vorbitori de alte limbi.